# Nestos (Gemeinde)
Nestos (griechisch Νέστος (m. sg.)) ist eine Gemeinde im Osten der griechischen Region Ostmakedonien und Thrakien und hat ihren Sitz in der Kleinstadt Chrysoupoli, in der 8885 der rund 22.000 Einwohner der Gemeinde leben. Weitere größere Siedlungen sind Chrysochori (1818 Ew.), Keramoti (1438 Ew.) und Nea Karya (1426 Ew.).
Die Dörfer und Siedlungen von Nestos wurden im späten Osmanischen Reich im Kaza Sarışaban vom heutigen Chrysoupoli (damals griechisch Sari Saban Σαρί Σαμπάν, slawisch Sari Schaban Сари Шабанъ) zusammen verwaltet, dem im Königreich Griechenland nach 1913 die Provinz Nestos als Verwaltungseinheit folgte. Von 1997 bis 2010 bildeten die Dörfer mit Abschaffung der Provinz drei Gemeinden; sie wurden 2011 zur Gemeinde Nestos fusioniert.

## Geografie
Nestos liegt am rechten, westlichen Ufer des Unterlaufs des Flusses Nestos, der Grenzfluss der historischen Regionen Makedonien und Thrakien ist. Der Norden der Gemeinde hat Anteil an den südlichen Rhodopen, der Nestos durchfließt hier eine Schlucht, die die Lekani-Berge westlich vom Achlat Tsal im Nordosten scheidet. Nordöstliche Nachbargemeinde ist Xanthi, südlich davon schließt sich Topiros an. Höchster Punkt des Gemeindegebiets ist der Gipfel des Lekani (1298 m) an der nordwestlichen Grenze zur Gemeinde Paranesti. Hier entspringt der Xiropotamos, der die Grenze zum westlich benachbarten Kavala markiert.
Etwa die südliche Hälfte des Gemeindegebiets besteht aus dem westlichen Schwemmland des Nestos, der sich hier in einem ausgedehnten Delta in die das Gemeindegebiet südlich begrenzende Ägäis ergießt. Direkt vor der Südküste liegt die Insel Thasopoula, rund fünf Kilometer südlich des Hafenorts Keramoti, jenseits der Straße von Thasos, liegt die Insel Thasos. Die von kleinen Lagunen geprägte südwestliche Küste grenzt an die Bucht von Kavala.

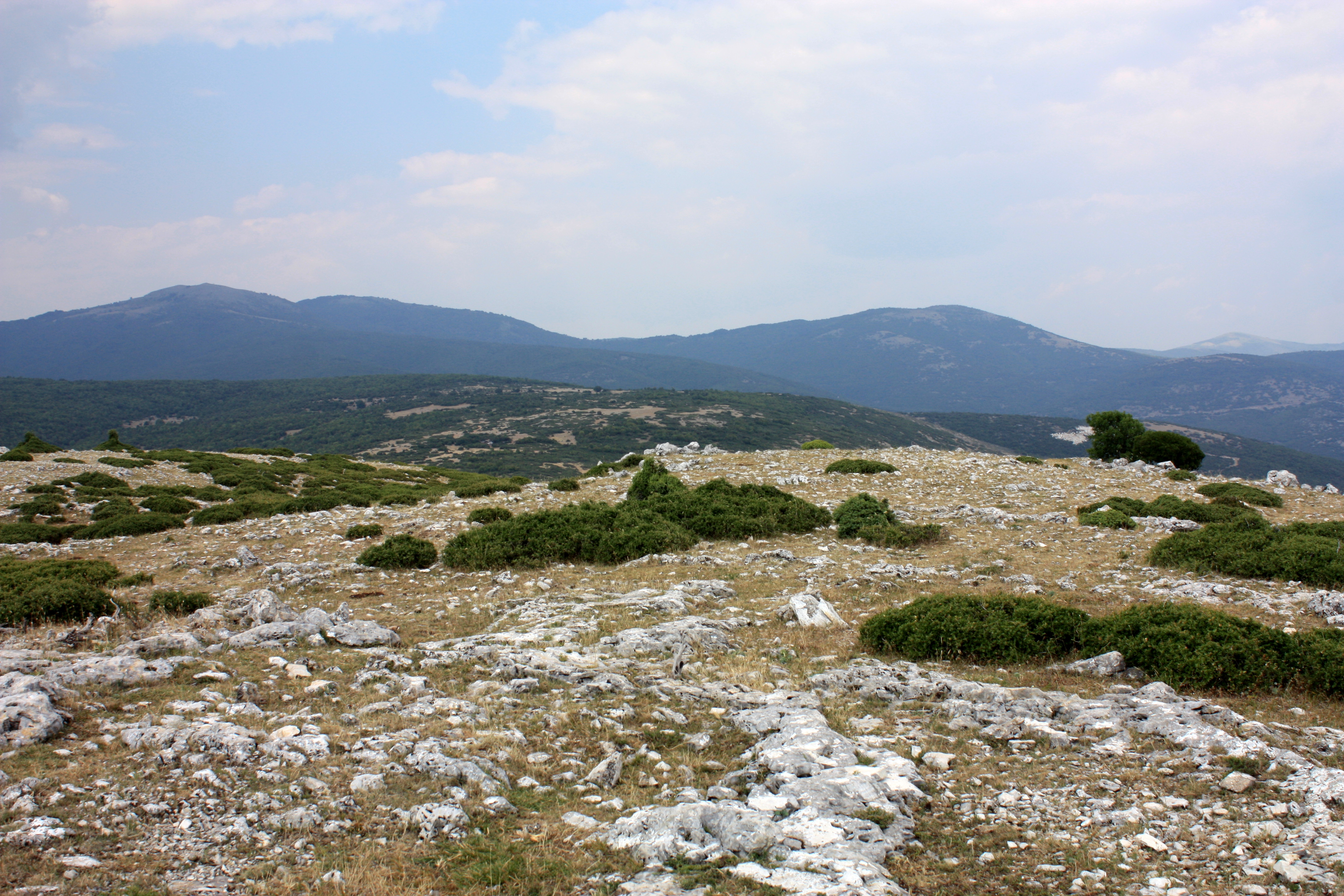
Blick von Südwesten auf die Lekani-Berge
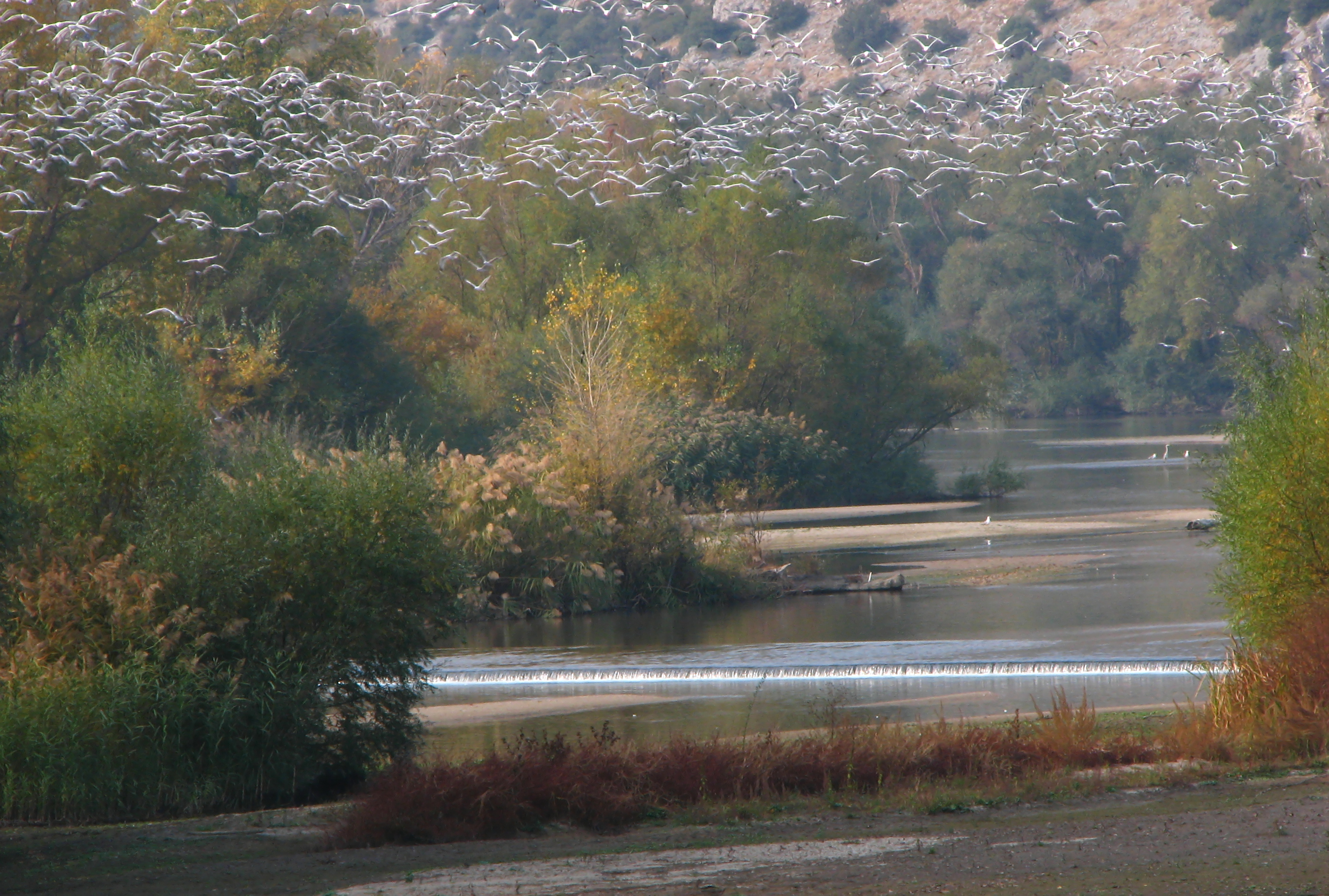
Das Nestos-Tal im Osten der Gemeinde
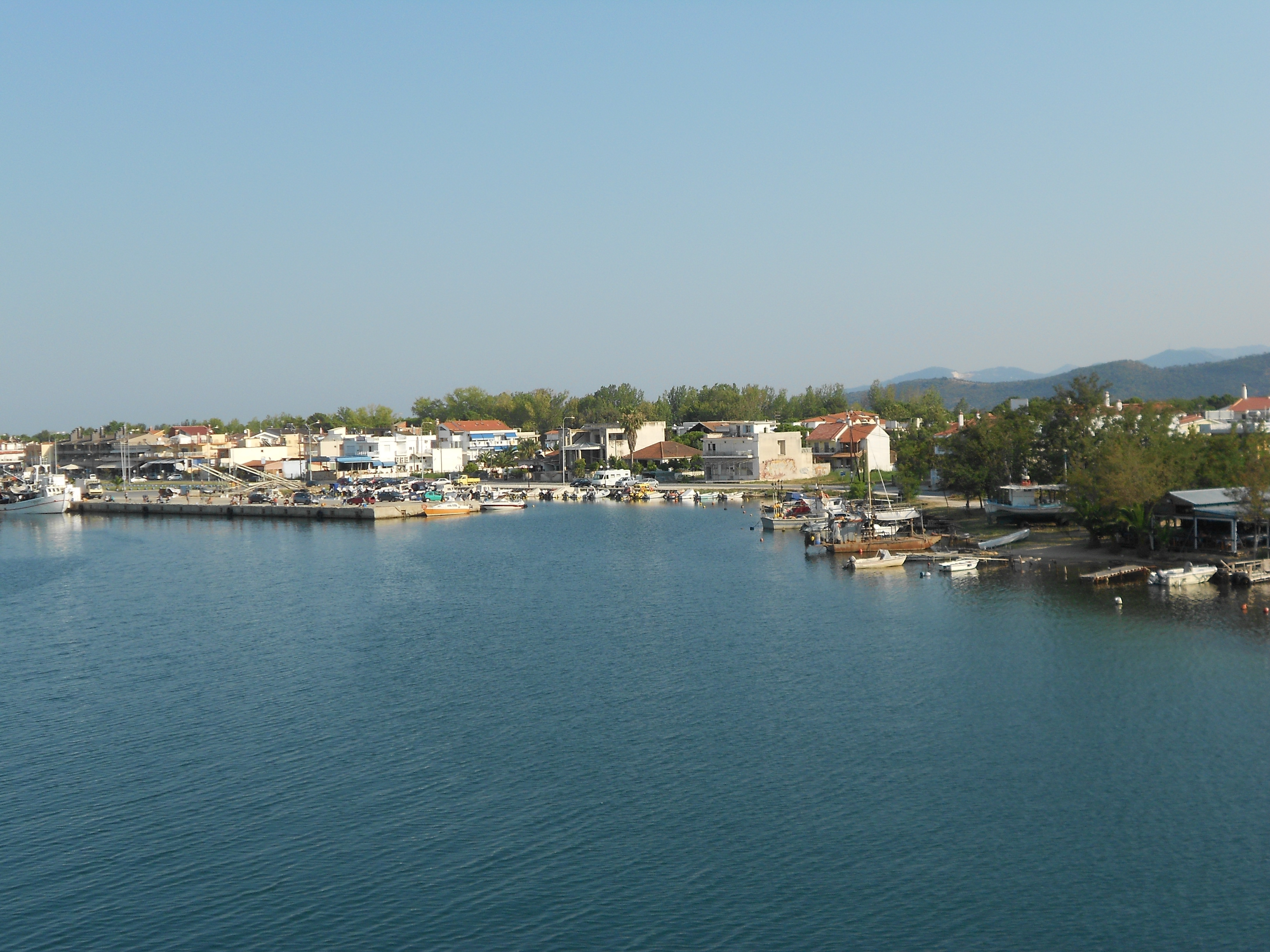
Keramoti
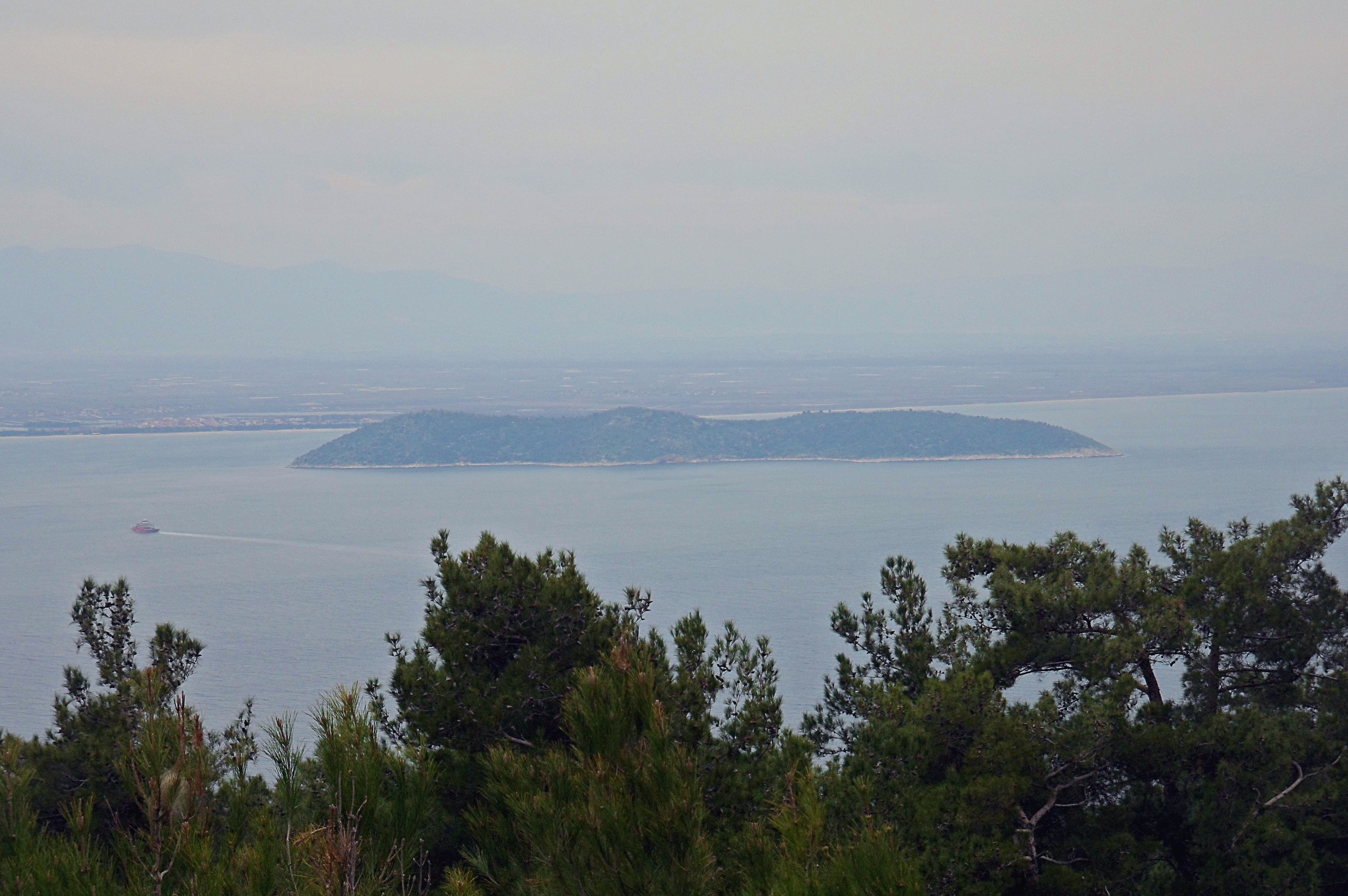
Blick von Thasos auf Thasopoula und die Küste bei Keramoti

## Bevölkerung
Das Gebiet von Nestos war in hohem Maße vom Bevölkerungsaustausch zwischen Griechenland und der Türkei nach 1923 bestroffen. In einem Salname, das 1910 auch das griechische Kriegsministerium in einer Übersetzung veröffentlichte, wurden im Kaza Sarışaban 21.289 Muslime, 481 Griechisch-orthodoxe, 266 Angehörige des Bulgarischen Exarchats und 68 christliche Roma gezählt. Nach dem Bevölkerungsaustausch dokumentierte die griechische Volkszählung von 1928 auch Geburtsort und Muttersprache der Einwohner. Nach dieser Zählung lebten 20.546 Menschen in der Provinz Nestos, von denen 4954 in Griechenland und 15.592 außerhalb Griechenlands geboren waren. Die wesentlichen Muttersprachen waren Griechisch (17.986 Personen) und Türkisch (2403), ferner Romanes (56), Armenisch (40), Spanisch (22) und Koutzovlachisch (14), als „Makedonoslawisch“ sprechend wurde nur ein einziger Einwohner verzeichnet.

## Verkehr
Auf dem Gebiet der Gemeinde befindet sich der Flughafen Kavala. Durch die griechische A2 ist der südliche Teil der Gemeinde gut an das griechische Fernstraßennetz angeschlossen; kleine Landstraßen erschließen die Dörfer im Gebirge. Die Eisenbahnstrecke Thessaloniki–Edirne umfährt das Gemeindegebiet nördlich, ein Anschluss besteht nicht. Der Hafen von Keramoti ist für den Fährverkehr mit der Insel Thasos bedeutend. 

## Gemeindegliederung
Bis 1997 waren die heutigen Ortsteile selbständige Gemeinden in der Provinz Nestos der Präfektur Kavala. 1997 wurden sie in drei Gemeinden zusammengeschlossen; diese drei Gemeinden wurden bei der Verwaltungsreform 2010 zur neuen Gemeinde Nestos fusioniert. 
Die bis 1997 bestehenden Gemeinden haben seit 2011 des Status von Stadtbezirken (Ez. gr. dimotiki kinotita δημοτική κοινότητα) bzw. Ortsgemeinschaften (topiki kinotita τοπική κοινότητα) und wählen eigene Lokalvertretungen. Die Einwohnerzahlen stammen aus dem Ergebnis der Volkszählung 2011.

Lage des Gemeindebezirks Chrysoupoli

- Gemeindebezirk Chrysoupoli – Δημοτική Ενότητα Χρυσούπολης – 16.004
  - Stadtbezirk Chrysoupoli – Δημοτική Κοινότητα Χρυσούπολης – Χρυσούπολη – 8.885
  - Ortsgemeinschaft Avramylia – Τοπική Κοινότητα Αβραμυλιάς – 65
    - Avramylia – Αβραμυλιά – 46
    - Damaskinia – Δαμασκηνιά – 19

  - Ortsgemeinschaft Chrysochori – Τοπική Κοινότητα Χρυσοχωρίου – Χρυσοχώρι – 1.818
  - Ortsgemeinschaft Dialekto – Τοπική Κοινότητα Διαλεκτού – 143
    - Dialekto – Διαλεκτό – 107
    - Eklekto – Εκλεκτό – 2
    - Krini – Κρήνη – 34

  - Ortsgemeinschaft Eratino – Τοπική Κοινότητα Ερατεινού – Ερατεινό – 649
  - Ortsgemeinschaft Gerondas – Τοπική Κοινότητα Γέροντα – Γέροντας – 468
  - Ortsgemeinschaft Gravouna – Τοπική Κοινότητα Γραβούνης – Γραβούνα – 737
  - Ortsgemeinschaft Neos Xerias – Τοπική Κοινότητα Ξεριά – Νέος Ξεριάς – 468
  - Ortsgemeinschaft Paradisos – Τοπική Κοινότητα Παραδείσου – Παράδεισος – 216
  - Ortsgemeinschaft Perni – Τοπική Κοινότητα Πέρνης – Πέρνη – 897
  - Ortsgemeinschaft Petropigi – Τοπική Κοινότητα Πετροπηγής – Πετροπηγή – 522
  - Ortsgemeinschaft Pondolivado – Τοπική Κοινότητα Ποντολιβάδου – 465
    - Ano Pondolivado – Άνω Ποντολίβαδο – 120
    - Nea Komi – Νέα Κώμη – 63
    - Pondolivado – Ποντολίβαδο – 282

  - Ortsgemeinschaft Zarkadia – Τοπική Κοινότητα Ζαρκαδιάς – 671
    - Ekali – Εκάλη – 73
    - Zarkadia – Ζαρκαδιά – 598

Lage des Gemeindebezirks Keramoti

- Gemeindebezirk Keramoti – Δημοτική Ενότητα Κεραμωτής – 5.115
  - Stadtbezirk Keramoti – Δημοτική Κοινότητα Κεραμωτής – 2.056
    - Chaidefto – Χαϊδευτό – 388
    - Keramoti – Κεραμωτή – 1.438
    - Monastiraki – Μοναστηράκι – 230

  - Ortsgemeinschaft Agiasma – Τοπική Κοινότητα Αγιάσματος – 863
    - Agiasma – Αγίασμα – 843
    - Paralia Agiasmatos – Παραλία Αγιάσματος – 20

  - Ortsgemeinschaft Nea Karya – Τοπική Κοινότητα Νέας Καρυάς – Νέα Καρυά – 1.426
  - Ortsgemeinschaft Piges – Τοπική Κοινότητα Πηγών – Πηγές – 770

Lage des Gemeindebezirks Orino

- Gemeindebezirk Orino – Δημοτική Ενότητα Ορεινού – Ορεινό – 1.212
  - Ortsgemeinschaft Agios Kosmas – Τοπική Κοινότητα Αγίου Κοσμά – 35
    - Agios Kosmas – Άγιος Κοσμάς – 20
    - Skopos – Σκοπός – 15

  - Ortsgemeinschaft Dipotamos – Τοπική Κοινότητα Διποτάμου – Διπόταμος – 45
  - Ortsgemeinschaft Dysvato – Τοπική Κοινότητα Δυσβάτου – 28
    - Dysvato – Δύσβατο – 9
    - Stegno – Στεγνό – 19

  - Ortsgemeinschaft Elafochori – Τοπική Κοινότητα Ελαφοχωρίου – Ελαφοχώρι – 62
  - Ortsgemeinschaft Kechrokambos – Τοπική Κοινότητα Κεχροκάμπου – Κεχρόκαμπος – 359
  - Ortsgemeinschaft Lekani – Τοπική Κοινότητα Λεκάνης – Λεκάνη – 485
  - Ortsgemeinschaft Makrychori – Τοπική Κοινότητα Μακρυχωρίου – 120
    - Kryoneri – Κρυονέρι – 13
    - Makrychori – Μακρυχώρι – 84
    - Nikites – Νικητές – 12
    - Platania – Πλατανιά – 11

  - Ortsgemeinschaft Platamonas – Τοπική Κοινότητα Πλαταμώνος – Πλαταμώνας – 78